# Parc provincial Antelope Hill
Le parc provincial Antelope Hill (anglais : Antelope Hill Provincial Park) est un parc provincial de l'Alberta situé dans l'aire spéciale No 2 au nord de Hanna et à l'est du lac Dowling. 

## Histoire
La création du parc résulte du don de Gottlob « Schmitty » Schmidt, un fermier d'origine roumaine. Il est né à Teremia Mare en Roumanie le 23 septembre 1924. Il a émigré au Canada en 1927, et sa famille s'est installée au nord de Hanna en 1930. Gottlob acheta le homestead (en) de son père avec son frère en 1945. En 1958, il acheta la part de son frère et devint le seul propriétaire. Il continua à élever des vaches de race Hereford jusqu'à sa retraite, à la fin des années 1990. 
La propriété a été donnée à la province de l'Alberta en décembre 2014 dans le but d'y établir un parc provincial. Selon l'entente, Gottlob Schmidt a le droit d'habiter son ancienne propriété aussi longtemps qu'il le désire. L'accès au parc reste interdit jusqu'à nouvel ordre.